# Dipoena picta
Dipoena picta là một loài nhện trong họ Theridiidae.
Loài này thuộc chi Dipoena. Dipoena picta được Tord Tamerlan Teodor Thorell miêu tả năm 1890.